# Ulak
Ulak (en Aleut Yuulax̂) és una petita illa deshabitada de les illes Delarof, un subgrup de les illes Andreanof, que formen part de les illes Aleutianes, a Alaska. Es troba uns 6 km al nord-oest d'Amatignak. L'illa fa 10,8 km de llargada 5,6 d'ample. La seva superfície és de 34,61 km².
A l'illa hi nidifiquen nombroses aus marines com el gavotí de Cassin, el somorgollaire comú, el somorgollaire de Brünnich, el fraret crestat, el corb marí pelàgic, hidrobàtids i Puffinus.